# Stanisław Nepomucen Ratajczak
Stanisław Nepomucen Ratajczak (ur. 26 marca 1881 w Rokosowie, zm. 6 stycznia 1940 w Tomaszowie Mazowieckim) – powstaniec wielkopolski, Naczelny Sekretarz Magistratu w Lesznie, zasłużony dla miasta Leszna i Ziemi Leszczyńskiej. Mąż Rozalii z domu Kaźmierczak, miał troje dzieci: Witolda, Halinę i Zbigniewa.

## Rodzina
Ojcem Stanisława był Mikołaj Ratajczak, kowal, albo podkuwacz koni, zamieszkujący przez długi czas w Poznaniu przy ulicy Rybaki, służył on w pruskiej kawalerii stacjonującej w koszarach przy tej ulicy. Mikołaj Ratajczak ożenił się w Poznaniu z Wiktorią Szwanke-Modrzejewską. W 1881 roku Mikołaj Ratajczak z powiększającą się rodziną przeprowadził się z Poznania do Rokosowa koło Gostynia (po krótkim pobycie w Krobi). W Rokosowie podjął pracę kowala w tamtejszym majątku. Później znalazł dużo lepiej płatną pracę w rozwijającym się  przedsiębiorstwie Hipolita Cegielskiego w Poznaniu i razem z rodziną przeprowadził się do Poznania. Rodzina zamieszkała na Wildzie. Mieli czwórkę dzieci: Zofię, Maksymiliana, Sylwestra, Marię, Wacława i Stanisława Nepomucena  Mikołaj Ratajczak zmarł w Poznaniu ok. 1895 r.  Po jego śmierci rodzina  przeprowadziła się z Poznania do Berlina.

## Wykształcenie i praca
Stanisław Nepomucen ukończył szkołę powszechną (Volksschule)  w Berlinie. Później uczył się tam w ja szkole zawodowej, bo już 3 sierpnia 1901 roku został zatrudniony w Kancelarii Adwokackiej dr Zborowskiego jako Bürovorsteher (kierownik biura). Pracował w kilku miejscach w Berlinia, ale znalazł pracę w rodzinnej ziemi w Lesznie. Tutaj zatrudnił go dr jur. Jakobsohn adwokat i notariusz z dniem 1 stycznia 1914 roku.

## Działalność państwowa
W czasie Powstania Wielkopolskiego organizował polski opór w Lesznie, był też z rodziną więziony w Żaganiu. W Niepodległej Rzeczypospolitej pracował w Ministerstwie byłej Dzielnicy Pruskiej wpierw w Departamencie Aprowizacji, następnie przy likwidacji b. Wydziału Kontroli Wywozu (do 21.03.1923). 15 maja 1924 roku Stanisław Ratajczak został powołany na etat stały, na stanowisko sekretarza miejskiego miasta Leszna. Cztery lata później w 1928 r. korporacje miejskie nadały Ratajczakowi tytuł: Naczelny Sekretarz Miejski m. Leszna. Był członkiem Towarzystwa Czytelni Ludowych, jednym z akcjonariuszy Komunalnej Kasy Oszczędnościowej (po defraudacji jakichś sum przez pracowników KKO, akcjonariusze do wybuchu wojny w 1939 r. ponosili z tego powodu koszty stabilizacji finansowej placówki). W latach trzydziestych zaliczał się do umiarkowanych zwolenników obozu sanacji. Był członkiem BBWR i OZON-u. Był działaczem ZOKZ, który do 1934 roku nosił nazwę Polskiego Związku Zachodniego. Prawdopodobnie z powodu działalności w PZZ spotykał się w swoim mieszkaniu z profesorem Julianem Szpunarem.
Do czasu przejścia na emeryturę w 1938 roku zastępując wiceburmistrza Sobkowiaka, kierował Ligą Obrony Przeciw Powietrznej – LOPP. W tym czasie LOPP zajmowała się przede wszystkim zapobieganiem p. pożarowym, później rozszerzyła swoje pole działania. W 1939 roku został mianowany komendantem LOPP w prostokącie ulic: Jagiellońska, Prochownia, Dąbrowskiego i Osiecka. W obliczu najazdu hitlerowskiego na Polskę wobec nałożonego obowiązku, mimo nakłaniania go  do „ucieczki” (ewakuacji) pozostał w Lesznie. Wtedy też został aresztowany i zmarł w wyniku choroby w Tomaszowie Mazowieckim. Główną przyczyną jego śmierci, było zapalenie płuc, którego się nabawił się w czasie transportu z Leszna do Tomaszowa.

## Odznaczenia
Stanisław Ratajczak wielokrotnie wyróżniony za pracę dla Ojczyzny, m.in. odznaczony został  3 lipca 1929 roku Medalem Dziesięciolecia Odzyskania Niepodległości, natomiast 29 września 1938 roku Brązowym Medalem za długoletnią służbę.